# The Phantom Thief (film 1915)
The Phantom Thief è un cortometraggio muto del 1915 diretto da John H. Collins.

## Produzione
Il film fu prodotto dalla Edison Manufacturing Company.

## Distribuzione
Distribuito dalla General Film Company, il film - un cortometraggio in due bobine - uscì nelle sale cinematografiche USA il 27 marzo 1915.